# 38度線
38度線（38どせん、英: 38th parallel north）は、本来は、第二次世界大戦末期に朝鮮半島を横切る北緯38度線に引かれたアメリカ軍とソ連軍の分割占領ラインである。北緯38度線上に定められたことから、こう呼ばれる。大韓民国（韓国）では38線（朝鮮語: 38선、三八線）と呼んでいる。
韓国と朝鮮民主主義人民共和国（北朝鮮）の独立から朝鮮戦争勃発までは、それらの国の境界線（国境）となっていた。朝鮮戦争後の軍事境界線もやはり38度線と呼ばれることがあるが、正確には一致しない。北緯38度線と軍事境界線は、北緯38度0分0秒 東経126度47分13.20秒 / 北緯38.00000度 東経126.7870000度の地点（朝鮮民主主義人民共和国開城特別市長豊郡沙是里/大韓民国京畿道漣川郡百鶴面梅峴里）で交差する。

## 38度線の成立と朝鮮半島分断
1945年8月9日、8月10日から11日にかけて国務・陸軍・海軍調整委員会において「北緯38度線で暫定分割する」という案が画定され、ハリー・S・トルーマン大統領の承認を受けた。この案はソ連側に提示され、8月16日にソ連はこれに同意する。8月17日には一般命令第一号によって38度線以北の日本軍はソ連軍（赤軍）に、以南はアメリカ軍に降伏することが決定された。この命令はポツダム宣言を受諾した大日本帝国に伝達され、9月2日の降伏文書調印後に大本営によってこの方針が指令された。
38度線が境界となった理由には諸説がある。一つはアメリカ軍が軍事的な便宜の面から、暫定的な境界線として提示したというものである。8月10日から11日の会議の最中、ペンタゴンにおいて陸軍次官補ジョン・マクロイは、アメリカ軍の明白な進駐限界線の画定をディーン・ラスクとチャールズ・H・ボーンスティール3世大佐に命じた。二人は手元にあった小さな壁掛けの地図を参考にして限界線を北緯38度と決めた。二人は朝鮮半島の首都をアメリカ軍の占領区域に設定することが望ましいと考えており、38度線は朝鮮半島をちょうど二分する上に、ソウルが南半分に含まれるという理想的なものであった。二人がこの作業にかけたのは、わずか30分であった。
ほかには日本軍が関東軍と大本営の管轄を38度線付近で分けており、管轄毎にソ連とアメリカに降伏したため、両国の占領区域が38度線となったという説もある。ただし、8月9日の大陸命1389号で済州島を含む南朝鮮駐屯の第17方面軍の指揮権は8月10日午前6時より関東軍に移管されており、事実ではないと見られている。
古い研究では38度線は米ソが事前に合意していた線であるという主張もあるが、ポツダム会談などの連合国会談でそのような合意が成されたことはない。
当初は、たいした警備もなく行商人らは気軽に38度線を越えて行き来し、アメリカ軍とソ連軍の将兵らは友好的に交流していた。

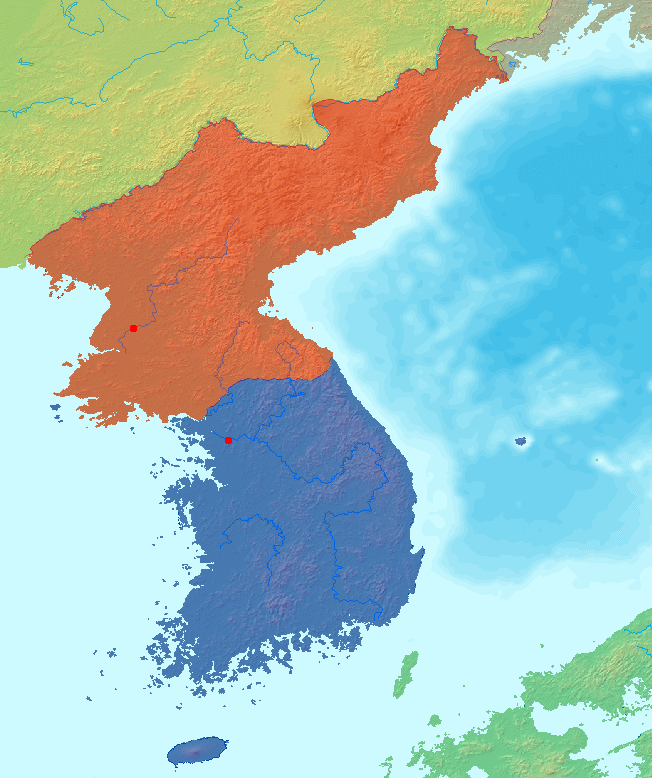
朝鮮戦争後の境界線。陸上部分が軍事境界線。

## 朝鮮戦争と停戦ライン
1950年6月25日に朝鮮戦争が勃発し、1953年に国連軍と朝鮮人民軍及び中国人民志願軍の間で休戦協定が結ばれた。この際、休戦協定直前の最前線が停戦ラインとされ、停戦ラインから南北2キロメートルずつを非武装地帯（DMZ, Demilitarized zone）と呼ばれる緩衝地帯として設置し、朝鮮半島を横切る無人の地域となっている。また南北双方は侵入を防ぐ目的で、非武装地帯を何重にも鉄条網や高圧電線で囲い、幅4キロメートルの帯状のこの地域に多くの地雷を敷設している。以後アメリカ軍とソ連軍が引いた境界線に代わり、この停戦ラインが軍事境界線として、2025年現在も南北の事実上の境界線（国境）となっている。
米国は中華人民共和国と朝鮮半島有事で米軍が境界線を越えた際の38度線までの米軍撤退などの具体的対応を協議していることを2017年12月にアメリカ合衆国国務長官のレックス・ティラーソンは公表している。
現在、38度線と言えば、この停戦ラインを指すことが多い。ただし、停戦ラインの38度線はあくまでも「付近」であり、当初のまっすぐな北緯38度線ではなく、実際には西南西から東北東へと向かう歪な線となった。そのため、第二次世界大戦後から朝鮮戦争勃発までは南側であった黄海道の海岸部や京畿道の開城は朝鮮戦争停戦後には北側となり（ただし、北側になってからの開城は京畿道ではなく、直轄市、黄海北道の一部を経て特別市となっている）、逆に江原道の一部（束草市など）は北側から南側となった。
韓国鉄道公社（KORAIL）の路線では、京元線が北緯38度線を跨いで運行されており、青山駅 - 全谷駅間にて北緯38度線を通過する。